# Spökligan
Spökligan, videotitel på den svenska filmen The Ghost Hunters från 1987. Filmen släpptes på video i oktober 1995.

## Handling
Gullan och hennes kompisar upptäcker Perra som gömmer sig eftersom han anklagas för spritsmuggling. Han är oskyldig och Gullan och hennes vänner hjälper honom att hitta de skyldiga.

## Rollista
- Sune Mangs
- Bert-Åke Varg
- Mats Huddén
- Heinz Fritsche